# St. Martin (Waging am See)

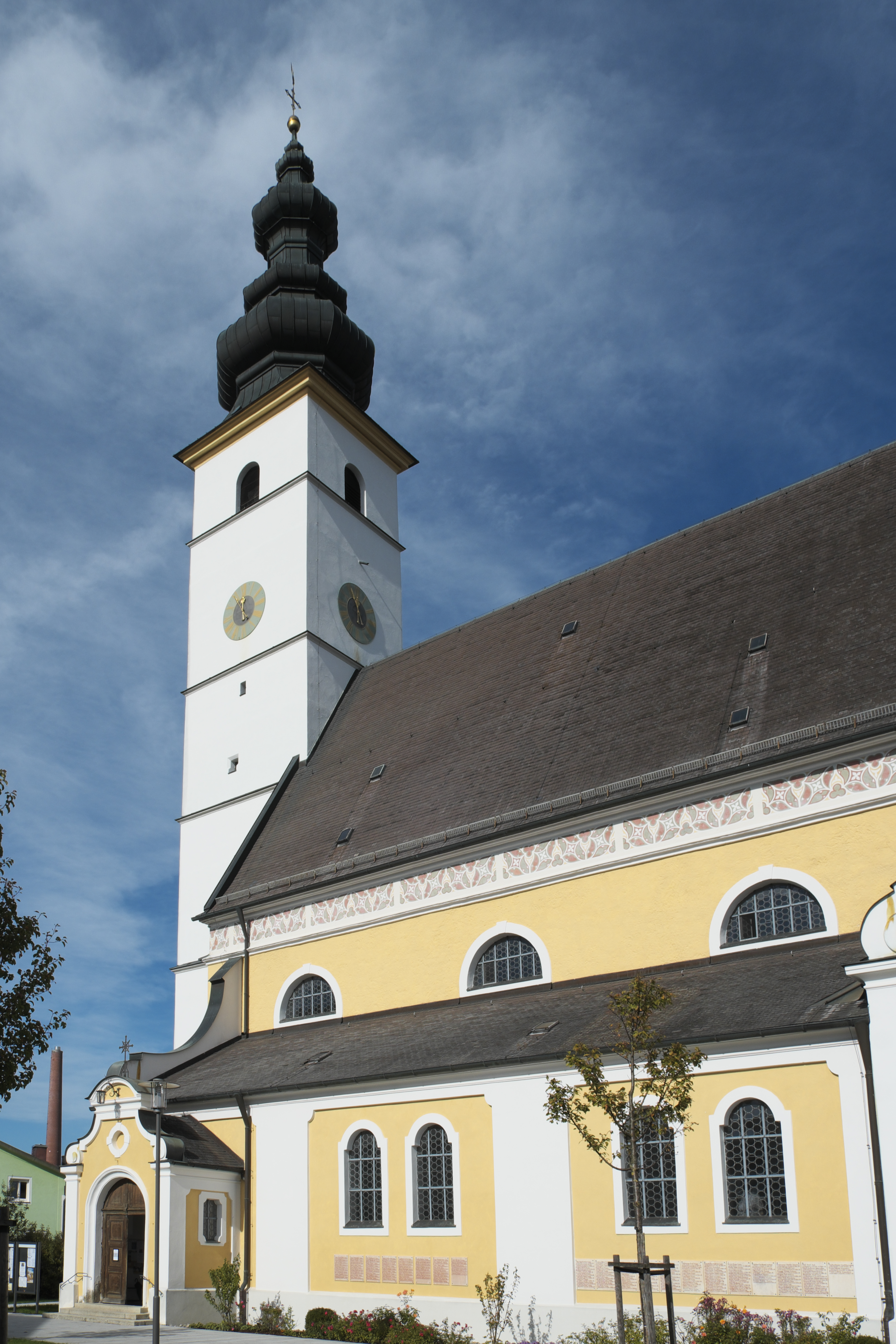
Pfarrkirche St. Martin

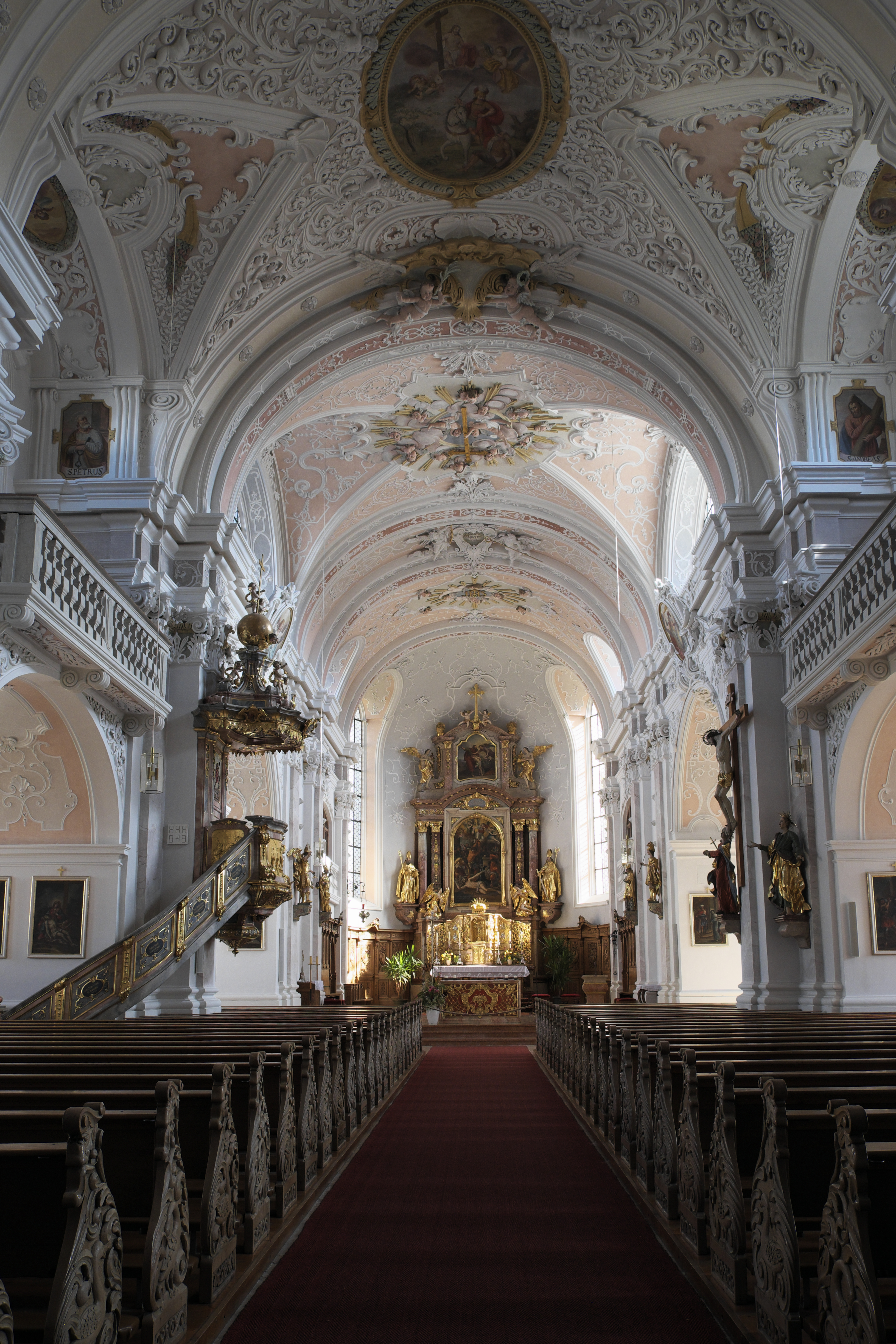
Innenraum, Blick zum Chor

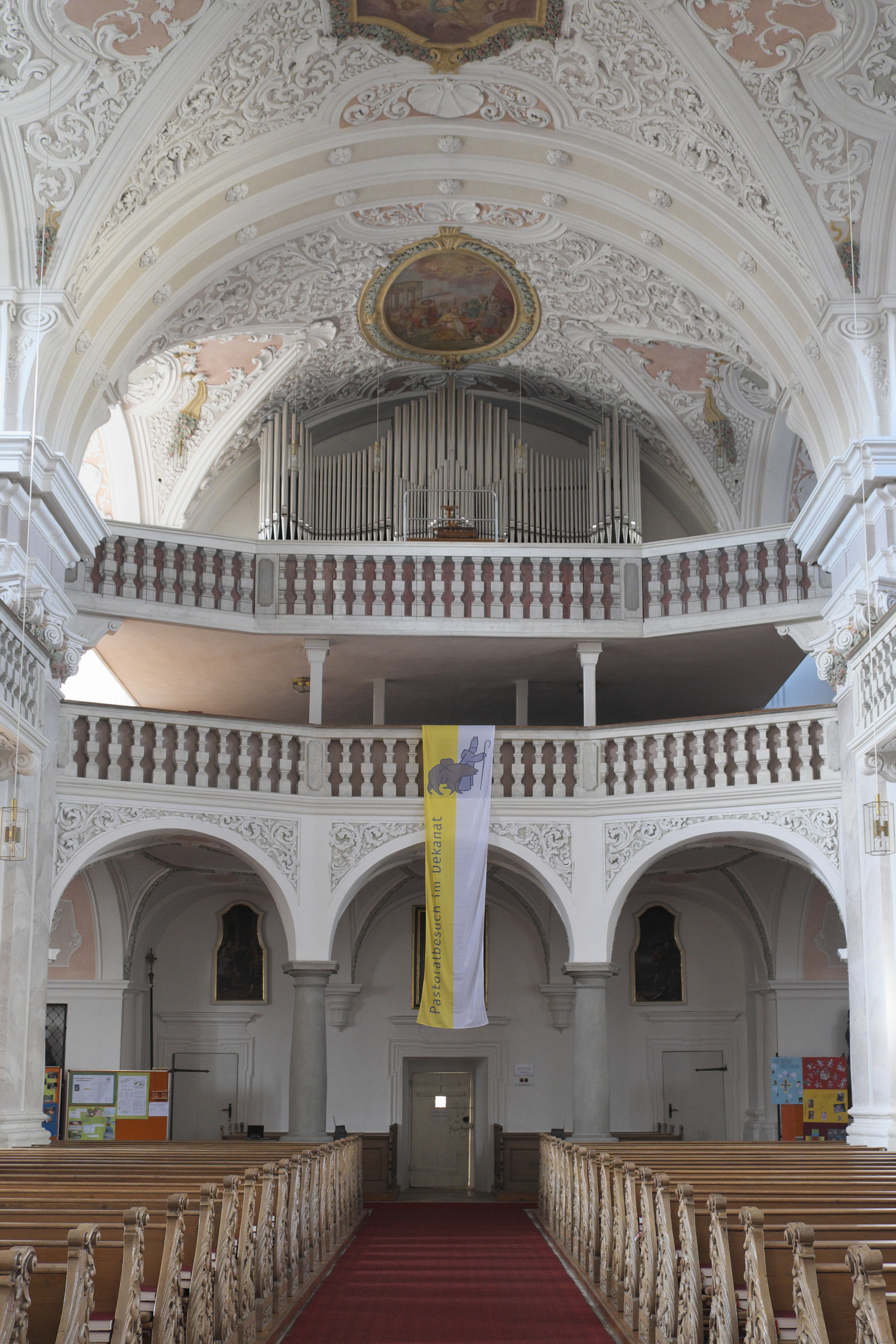
Innenraum, Blick zur Empore

Die römisch-katholische Pfarrkirche St. Martin in Waging am See, einer Gemeinde im oberbayerischen Landkreis Traunstein, wurde im 17. Jahrhundert an der Stelle verschiedener Vorgängerbauten errichtet. Die Kirche steht erhöht über dem Marktplatz und ist von der Friedhofsmauer umgeben. Der reiche Stuckdekor stammt aus der Zeit des Barock und Rokoko. Die Kirche gehört zu den geschützten Baudenkmälern in Bayern.

## Geschichte
Das vor allem im Fränkischen Reich verbreitete Patrozinium des heiligen Martin von Tours lässt eine Entstehung der Kirche bereits im 8./9. Jahrhundert vermuten. In der Mitte des 15. Jahrhunderts wurde ein Neubau im Stil der Spätgotik errichtet, aus dem die ältesten Teile der heutigen Kirche, das Untergeschoss des Turmes sowie Teile des Chors und der Umfassungsmauern, stammen. Im Jahr 1611 zerstörte ein Brand diesen Kirchenbau, der 1612 wiederaufgebaut wurde. 1688/89 wurde der Westturm ab dem Glockengeschoss erneuert, die mehrfach gekuppelte Haube wurde 1760/65 aufgesetzt. In den Jahren 1697 bis 1699 erfolgte die Umgestaltung des Innenraums in eine barocke Wandpfeilerkirche, das Langhaus wurde mit einer Stichkappentonne eingewölbt und von dem Salzburger Stuckateur Joseph Schmidt mit Stuck überzogen. 1722/23 wurde der alte Chor abgebrochen und durch den Salzburger Hofmaurermeister Tobias Kendler als kreuzförmige Anlage mit seitlichen Bruderschaftskapellen neu errichtet. Den Bandelwerkstuck führte Joseph Höpp (oder Hepp) aus Burghausen aus. In der dritten Umbauphase von 1895/96 wurden unter der Leitung des Münchner Architekten Joseph Elsner senior die ehemaligen Kapellen zu Seitenschiffen umgewandelt und der Chor um ein Joch verlängert.
Bei der Außenrenovierung der Kirche 1971/72 wurde ein gemalter Fries am Gesims des Langhauses wieder freigelegt, der in spätgotische Zeit datiert wird.

## Architektur
Das dreischiffige Langhaus ist in drei Joche gegliedert. Es wird von einer Stichkappentonne mit zweifachen Gurtbögen gedeckt, die auf kräftigen Doppelpilastern mit aufwändig skulptierten Kapitellen und verkröpften Gebälkstücken aufliegen. Am Gewölbeansatz verläuft ein mehrfach profiliertes Gesims. Weite Rundbogenarkaden über mächtigen Pfeilern öffnen sich zu den Seitenschiffen und zu den kapellenähnlichen Querhausarmen. Über den Durchgängen zu den Seitenschiffen ragen Balkone mit vorkragenden Balustraden ins Mittelschiff. Der halbrund geschlossene Chor, der die gleiche Breite wie das Mittelschiff aufweist, wird von hohen, in das Gewölbe einschneidenden Fenstern beleuchtet. Den westlichen Abschluss des Langhauses bildet eine auf zwei Säulen und an der Wand auf Konsolen aufliegende Doppelempore.

## Stuck
Der aus der barocken Bauphase stammende Stuckdekor im Langhaus auf rosa Grund ist durch Akanthusblattwerk geprägt. Die Kapitelle sind mit farbig abgesetzten Puttenköpfen und Fruchtgirlanden skulptiert. Im deutlichen Unterschied dazu steht der feinere Bandelwerkstuck im Chor und den Querhausarmen aus der Zeit des Rokoko. Im Zentrum des Chorgewölbes schweben inmitten einer Strahlengloriole Engelsköpfe über Wolken, zwei Putten halten das Kreuz. An den Vierungsbögen sieht man Engelsputten mit Kartuschen. Die Kapitelle der Pilaster sind mit stilisiertem Blattwerk und Eierstab verziert. Der auf grauem Grund ausgeführte Stuck in der Ende des 19. Jahrhunderts erfolgten Verlängerung des Chors ist den Rokokoformen nachempfunden.

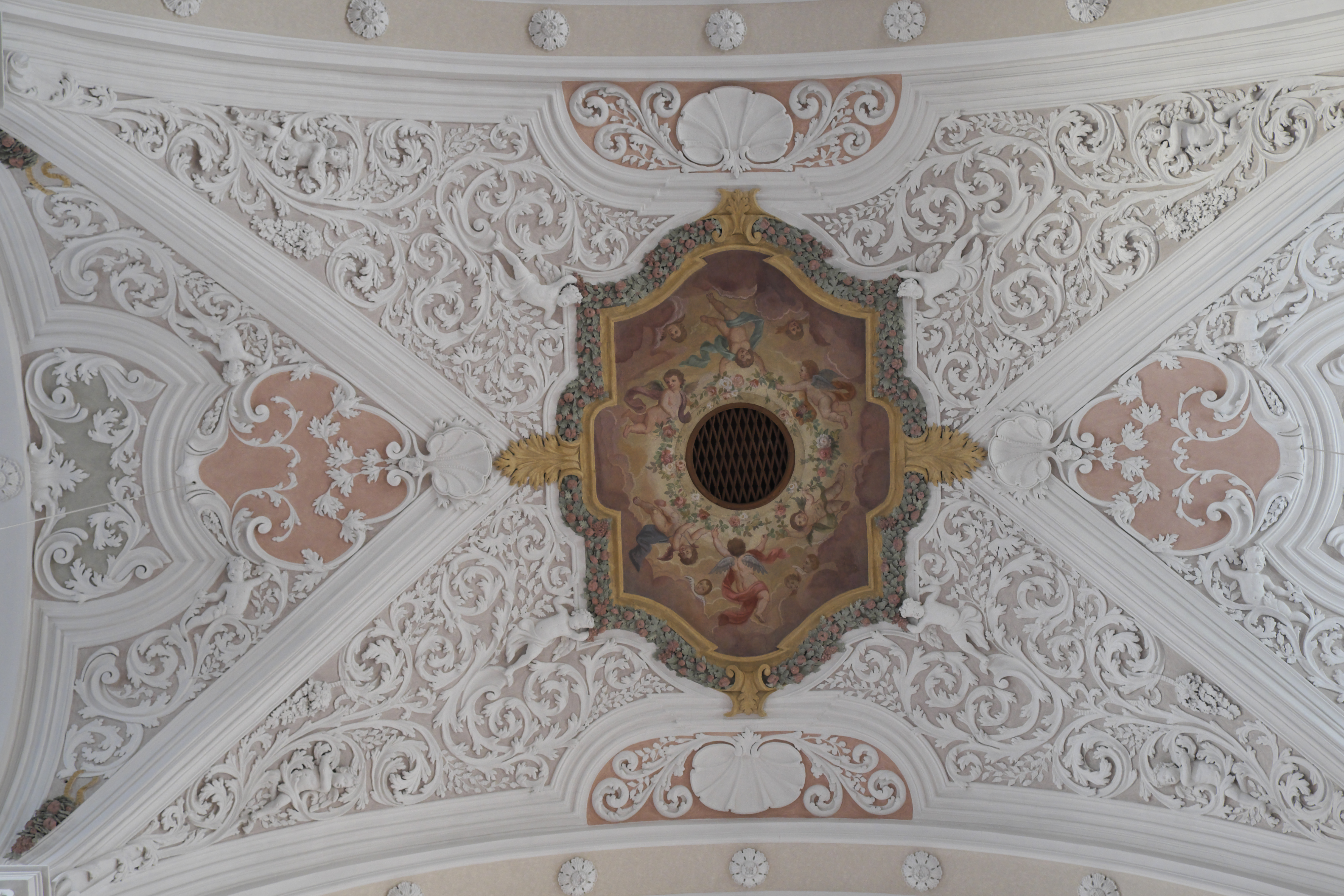
Deckenstuck im Langhaus, Heiliggeistloch
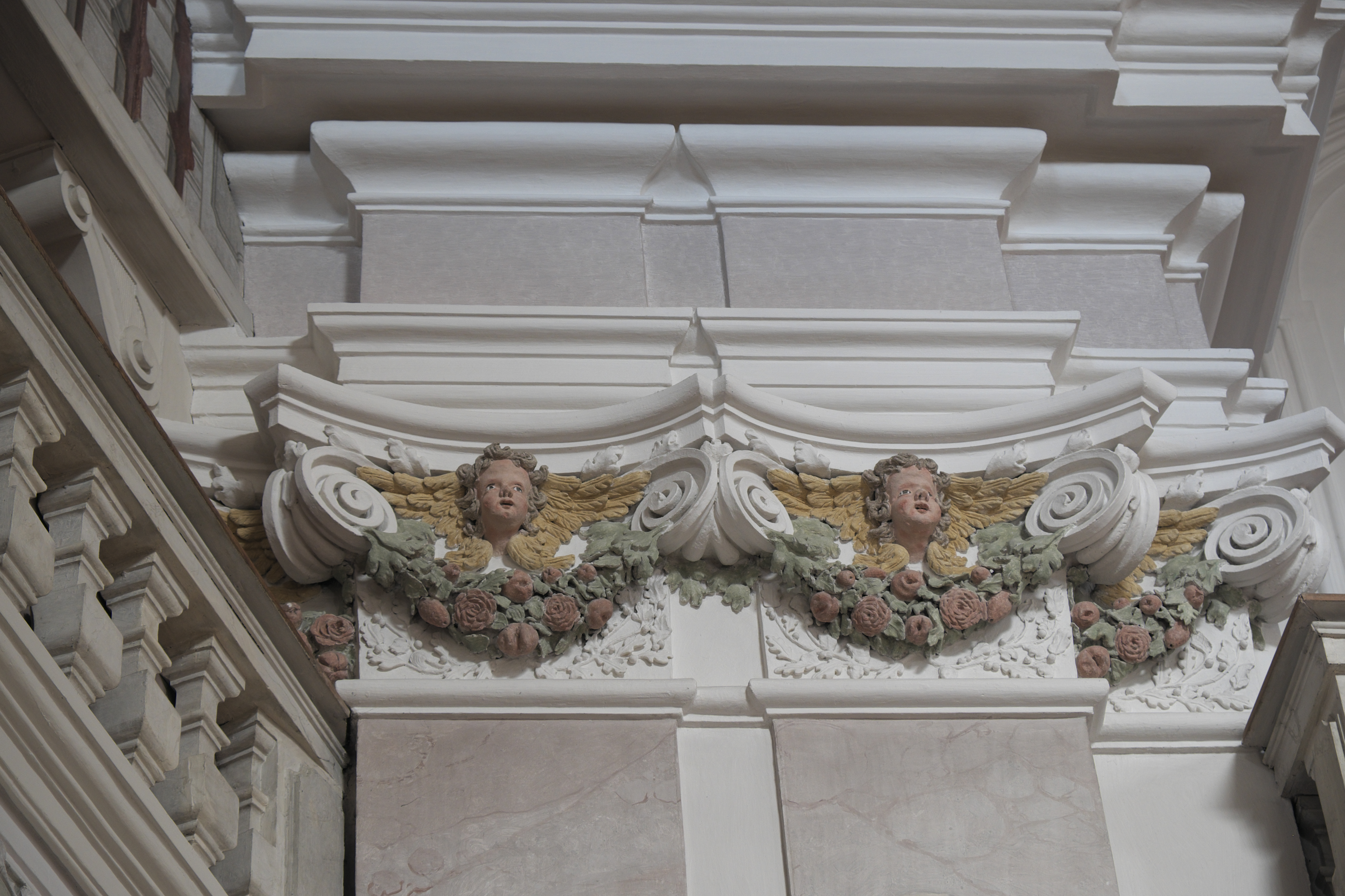
Pilaster und Kapitelle im Langhaus
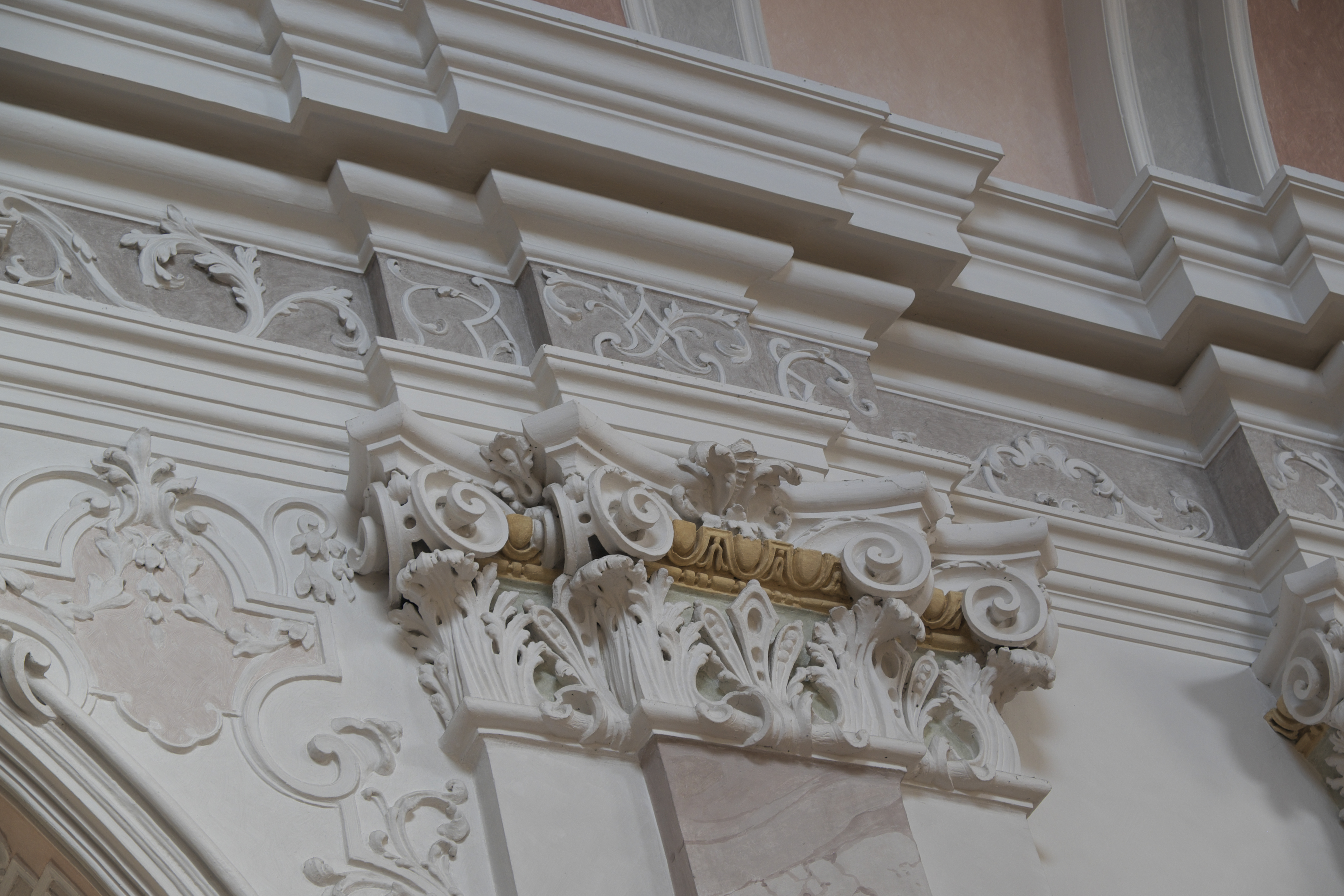
Pilaster und Kapitelle in der Vierung
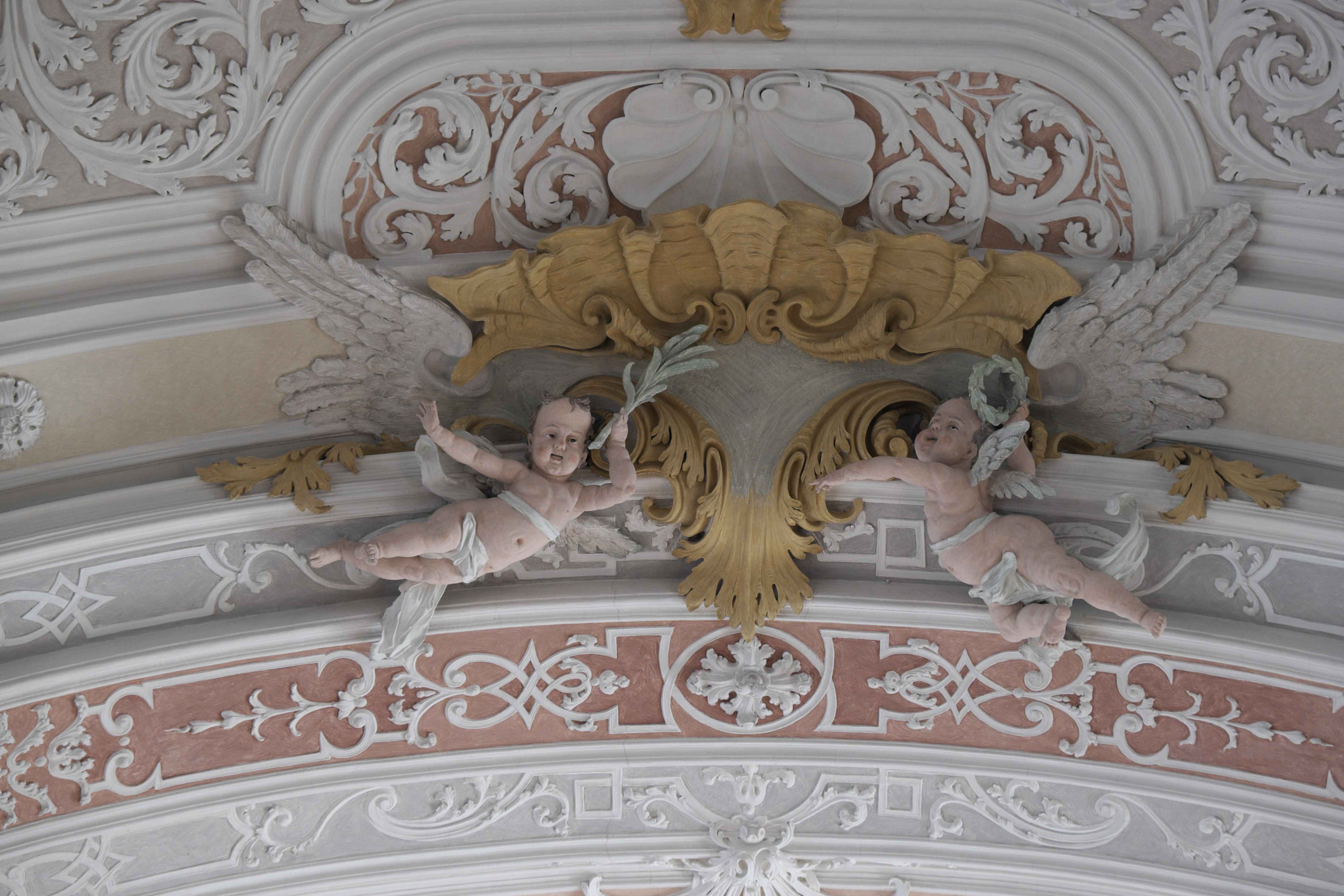
Putten am ursprünglichen Chorbogen
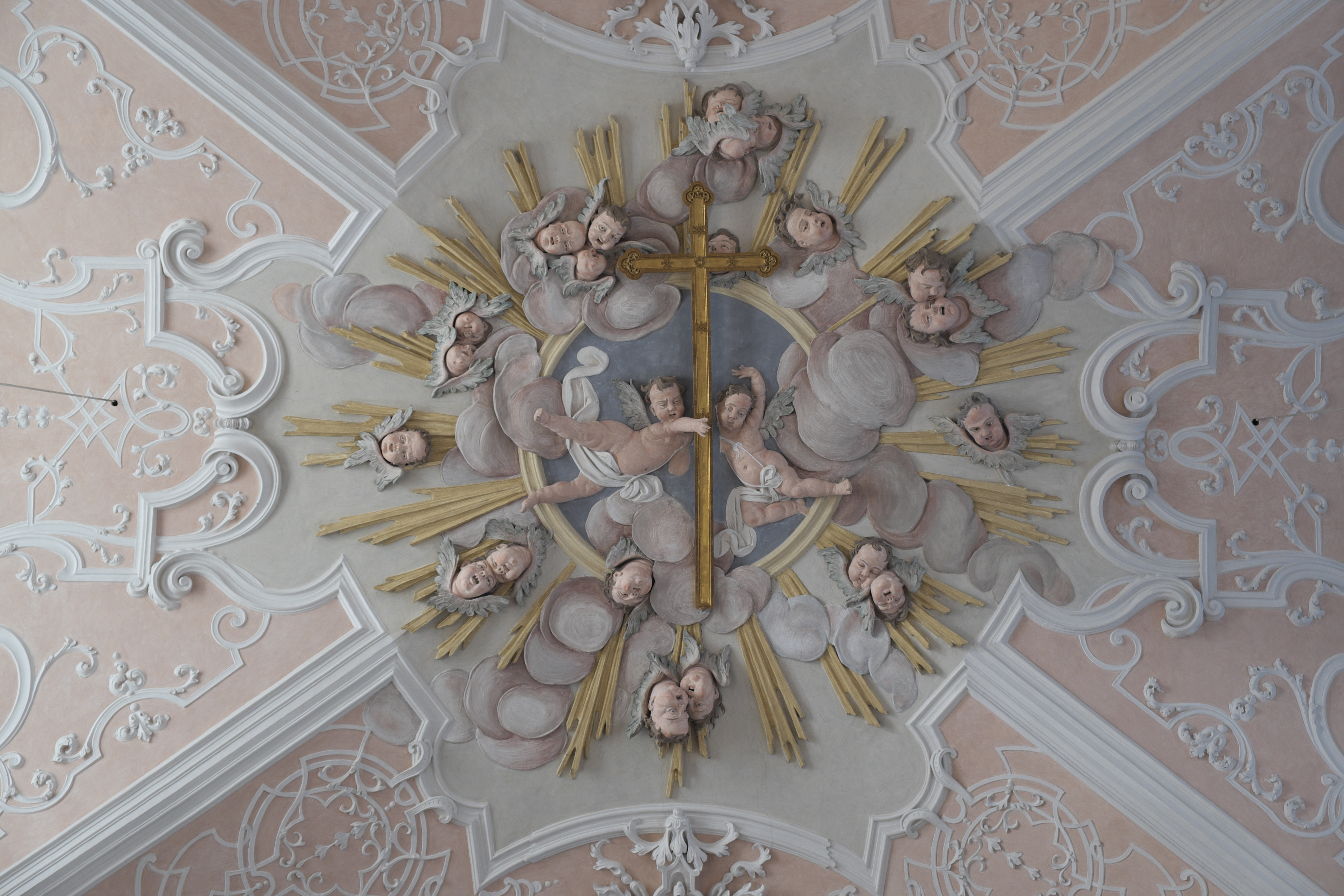
Deckenstuck im Chor

## Fresken

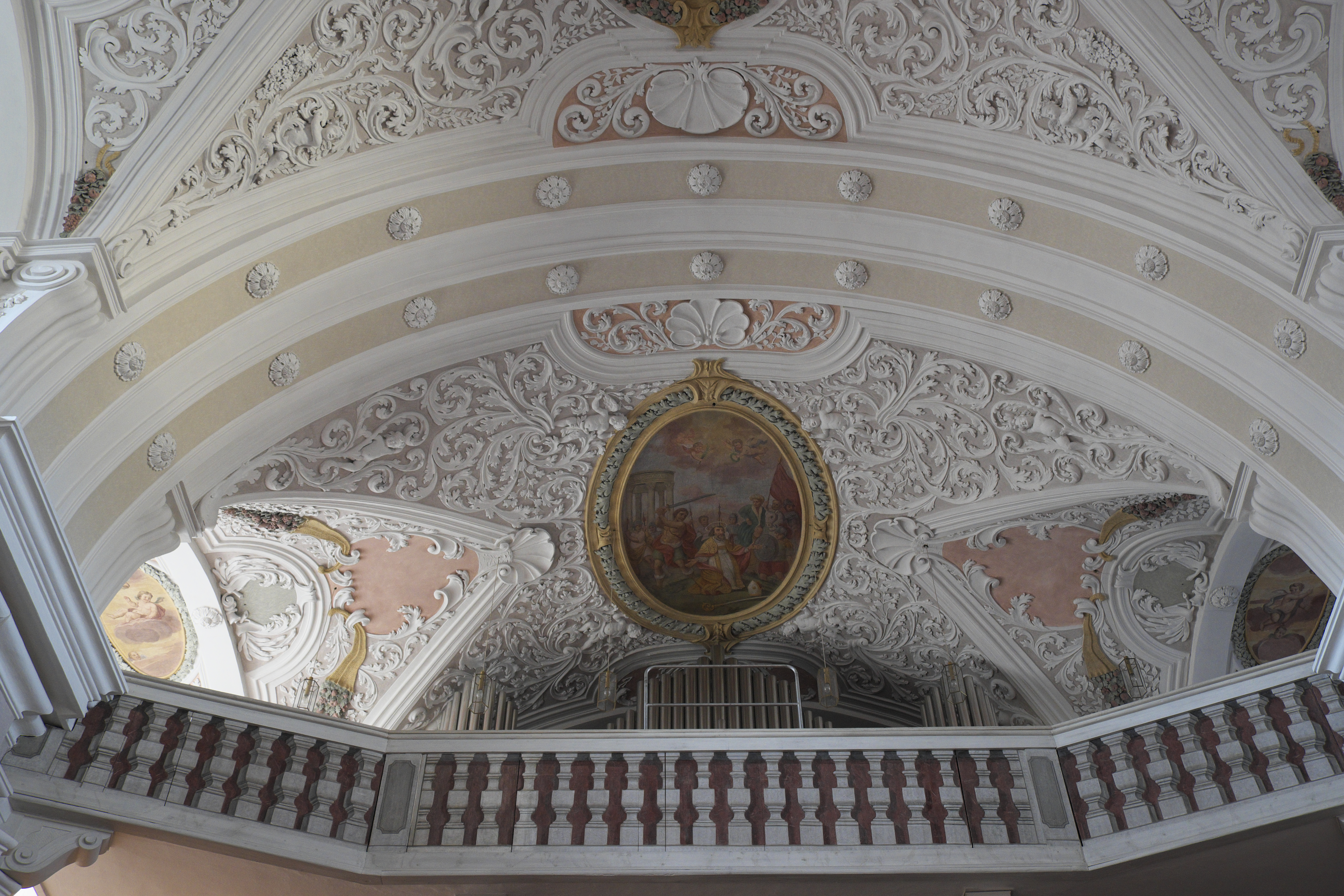
Enthauptung des heiligen Maximilian

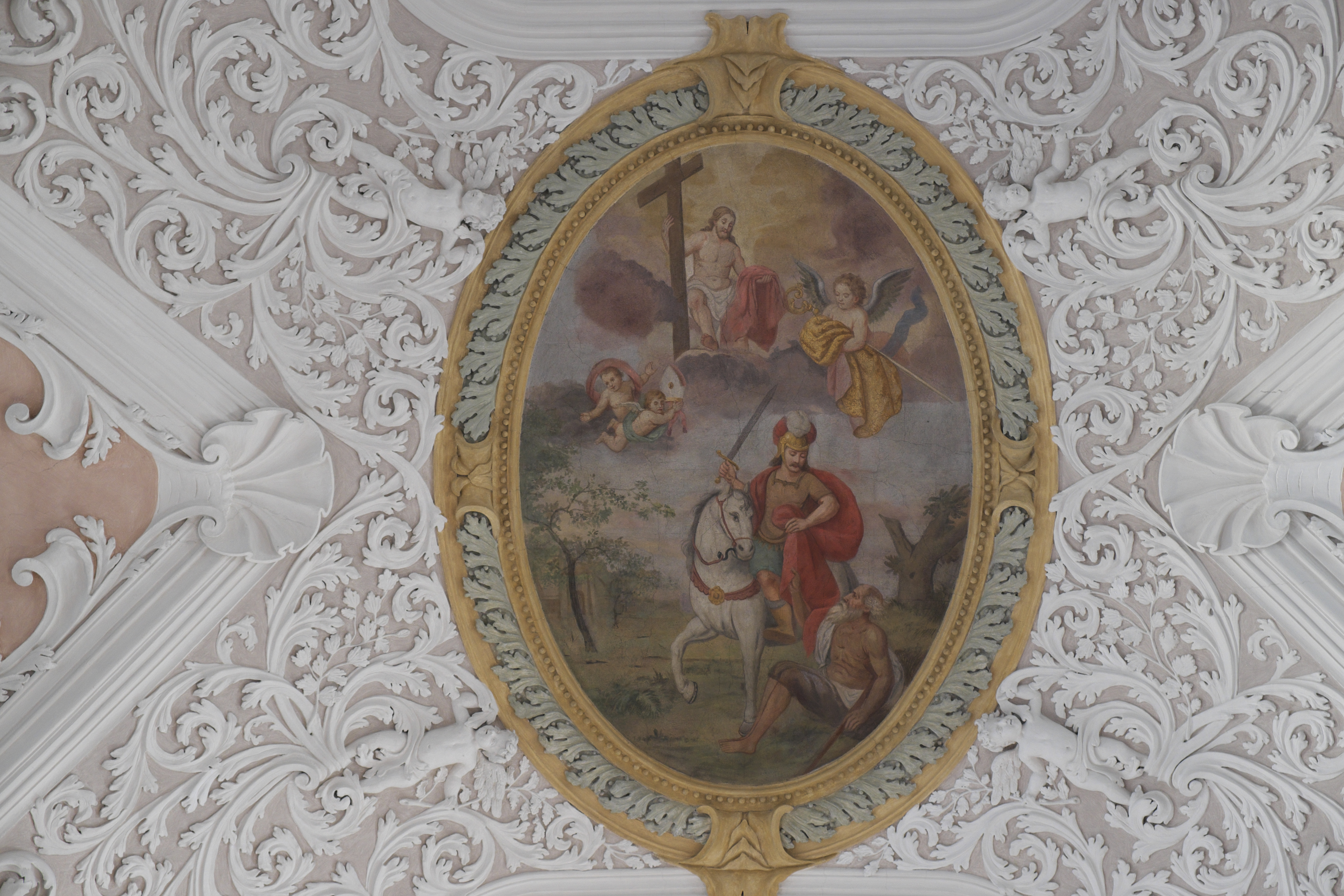
Mantelteilung des heiligen Martin

Die kleinen Fresken im Hauptschiff werden dem Laienbruder Christoph Lehr des ehemaligen Augustiner-Chorherrenstiftes Höglwörth zugeschrieben. An der Decke sieht man den heiligen Martin, den Schutzpatron der Kirche, der seinen Mantel mit einem Bettler teilt. Das Heiliggeistloch wird von Engeln mit Blumengirlanden umrahmt. Die Szene über der Empore zeigt die Enthauptung des heiligen Maximilian, des nach der Legende ersten Bischofs von Lauriacum im heutigen Österreich. An den Wänden sind die Apostel dargestellt.

## Ausstattung

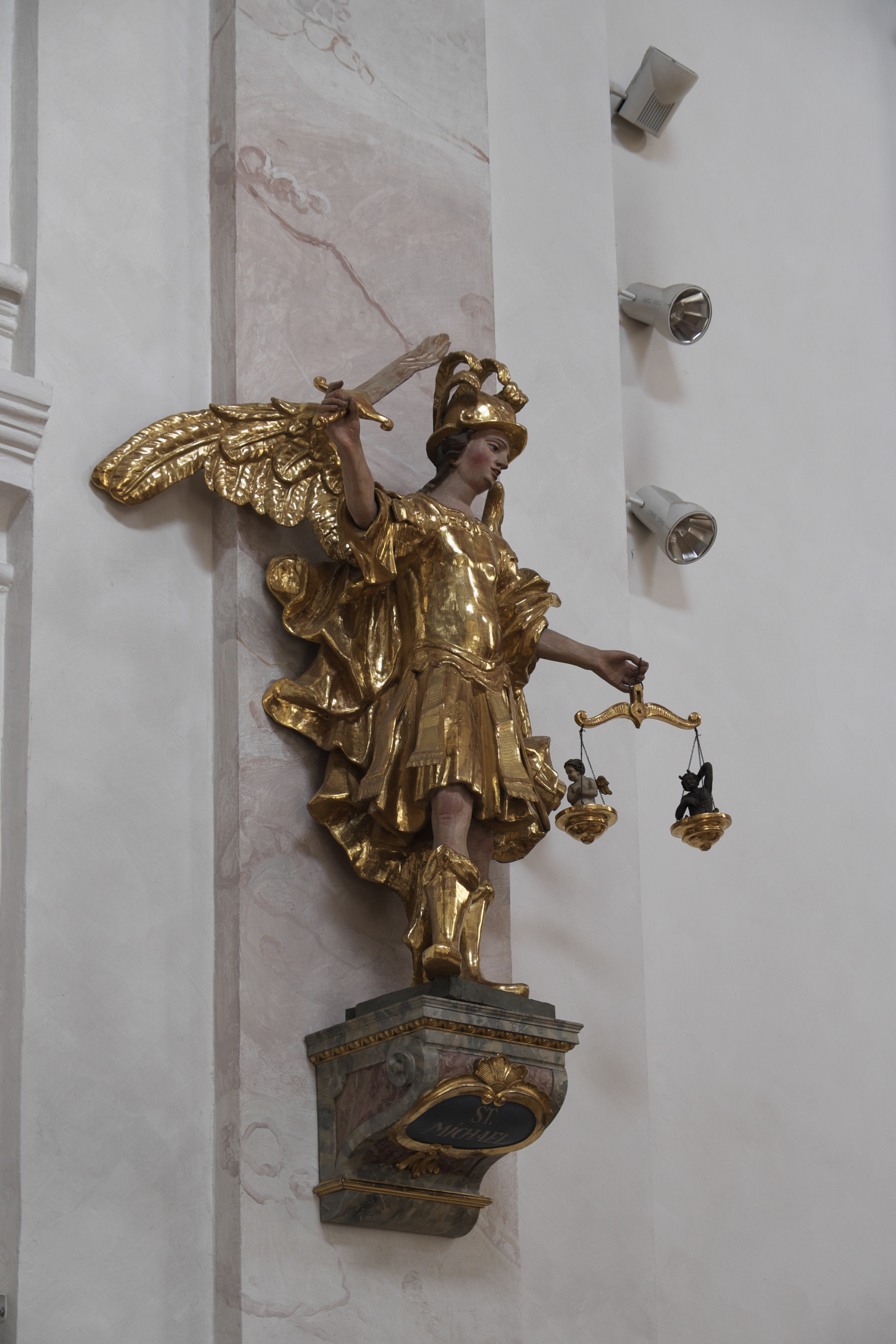
Erzengel Michael

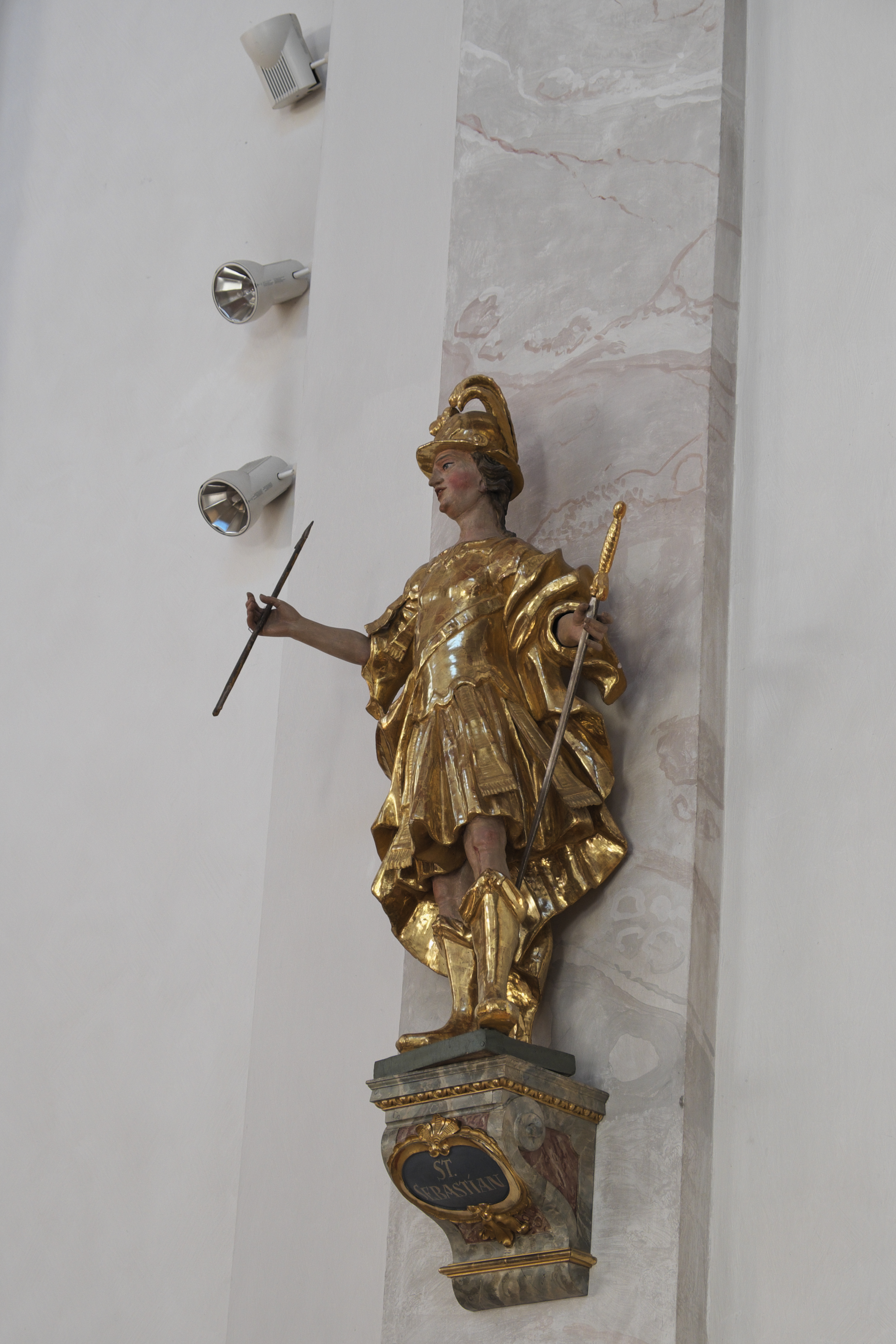
Heiliger Sebastian

- Der Hochaltar aus Marmor wurde 1786/88 im klassizistischen Stil ausgeführt. Das Altarbild mit der Darstellung der Geißelung Christi und die beiden seitlichen Figuren, der heilige Martin und der heilige Maximilian, stammen vom barocken Vorgängeraltar aus dem Jahr 1676. Im Zuge der Umbaumaßnahmen der Kirche 1896 wurde der Altar durch den Architekten Joseph Elsner im Stil des Neubarock erweitert.
- Die beiden Seitenaltäre wurden im dritten Viertel des 18. Jahrhunderts im Stil des Rokoko geschaffen und Ende des 19. Jahrhunderts im Stil des Neurokoko ergänzt. Am nördlichen Seitenaltar, dem Vierzehn-Nothelfer-Altar, stehen die beiden Märtyrer und Wetterheiligen Johannes und Paulus, die dem Salzburger Bildhauer Johann Georg Hitzl zugeschrieben werden. Von Hitzl stammen vermutlich auch die Apostel Petrus und Paulus am Marienaltar, dem südlichen Seitenaltar. Die Marienfigur in der Mitte des Altars wird in das frühe 17. Jahrhundert datiert.
- Dem Bildhauer Johann Georg Hitzl werden auch die Wandfiguren im Chor zugeschrieben, der heilige Rupert, der Salzburger Bistumspatron, und der heilige Virgil, Bischof von Salzburg und Abt des dortigen Benediktinerklosters Sankt Peter.
- Das Chorgestühl und die Holztäfelung im Chor mit den Darstellungen der Kirchenväter entstanden 1896 nach Entwürfen von Joseph Elsner.
- Die Kanzel aus dem Jahr 1740 wurde 1896 mit den beiden Brüstungsreliefs, Der zwölfjährige Jesus im Tempel und der Ungläubige Thomas, versehen. Der Schalldeckel mit den Engelsfiguren ist noch original.
- Die Kreuzigungsgruppe gegenüber der Kanzel wird ebenfalls um 1740 datiert.
- Die Wangen der Kirchenbänke stammen noch aus der Zeit um 1700. Sie weisen Reliefschnitzereien mit unterschiedlichen Darstellungen von Gänsen auf und nehmen Bezug auf das Attribut des Kirchenpatrons.

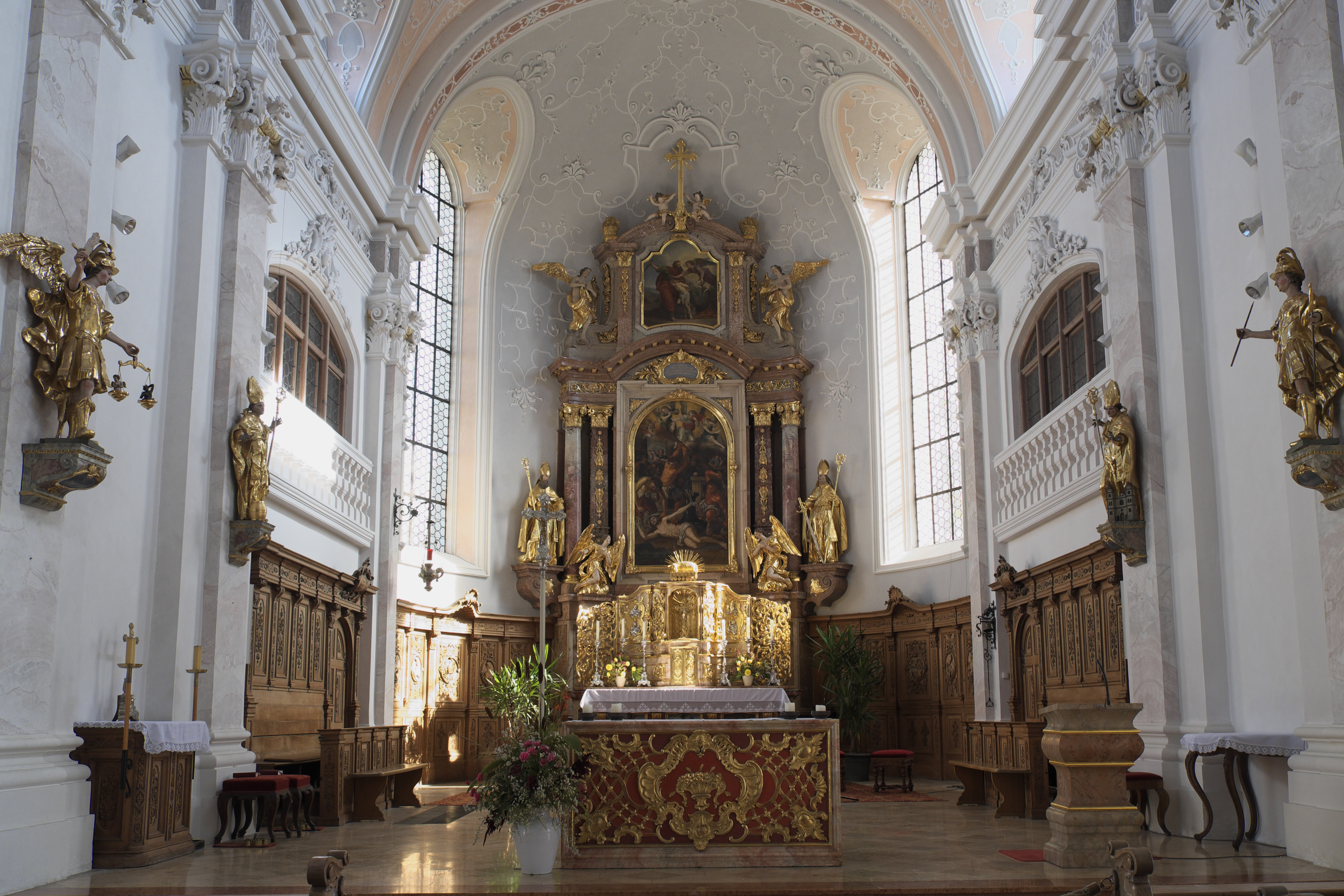
Chor
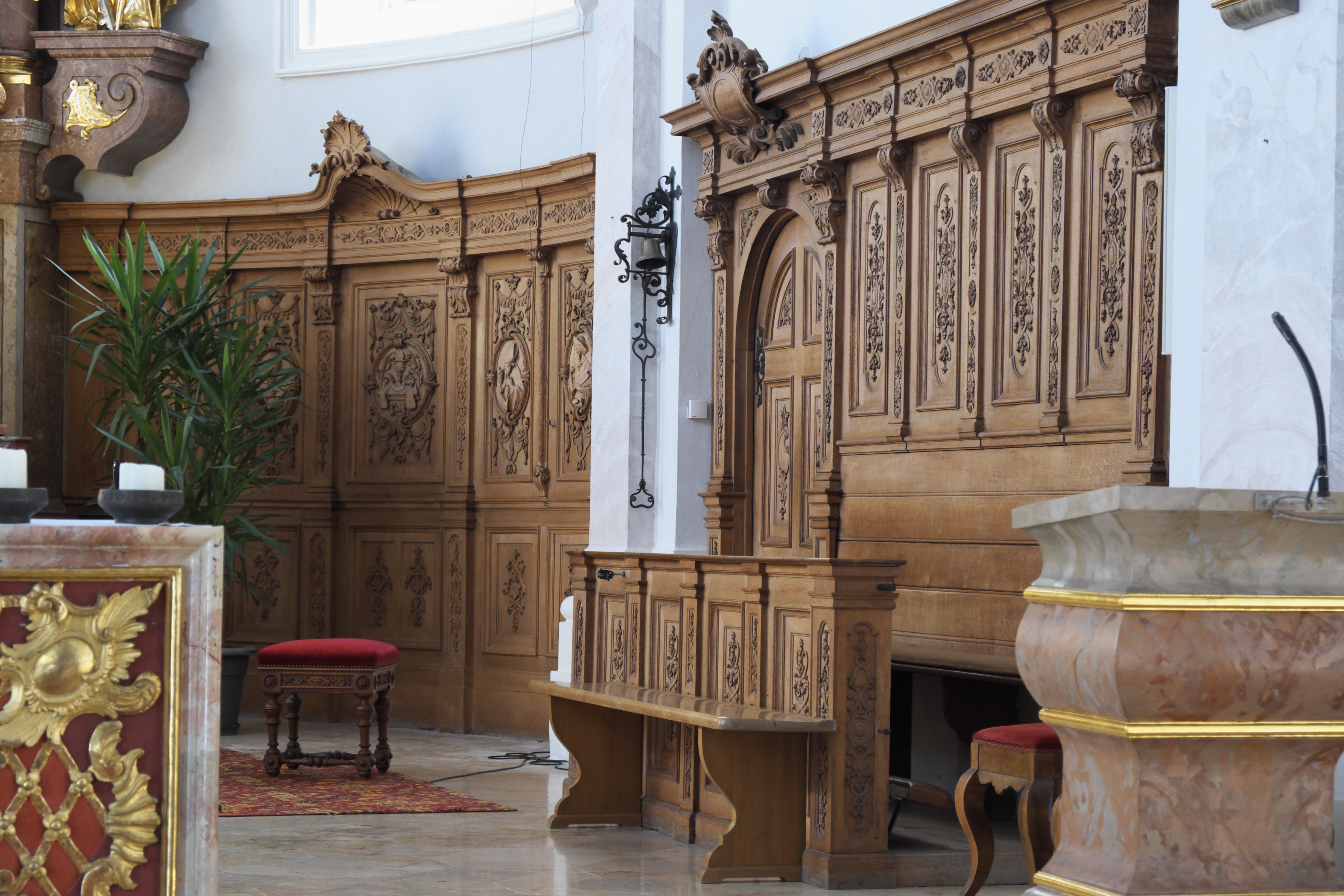
Chorgestühl und Holztäfelung im Chor
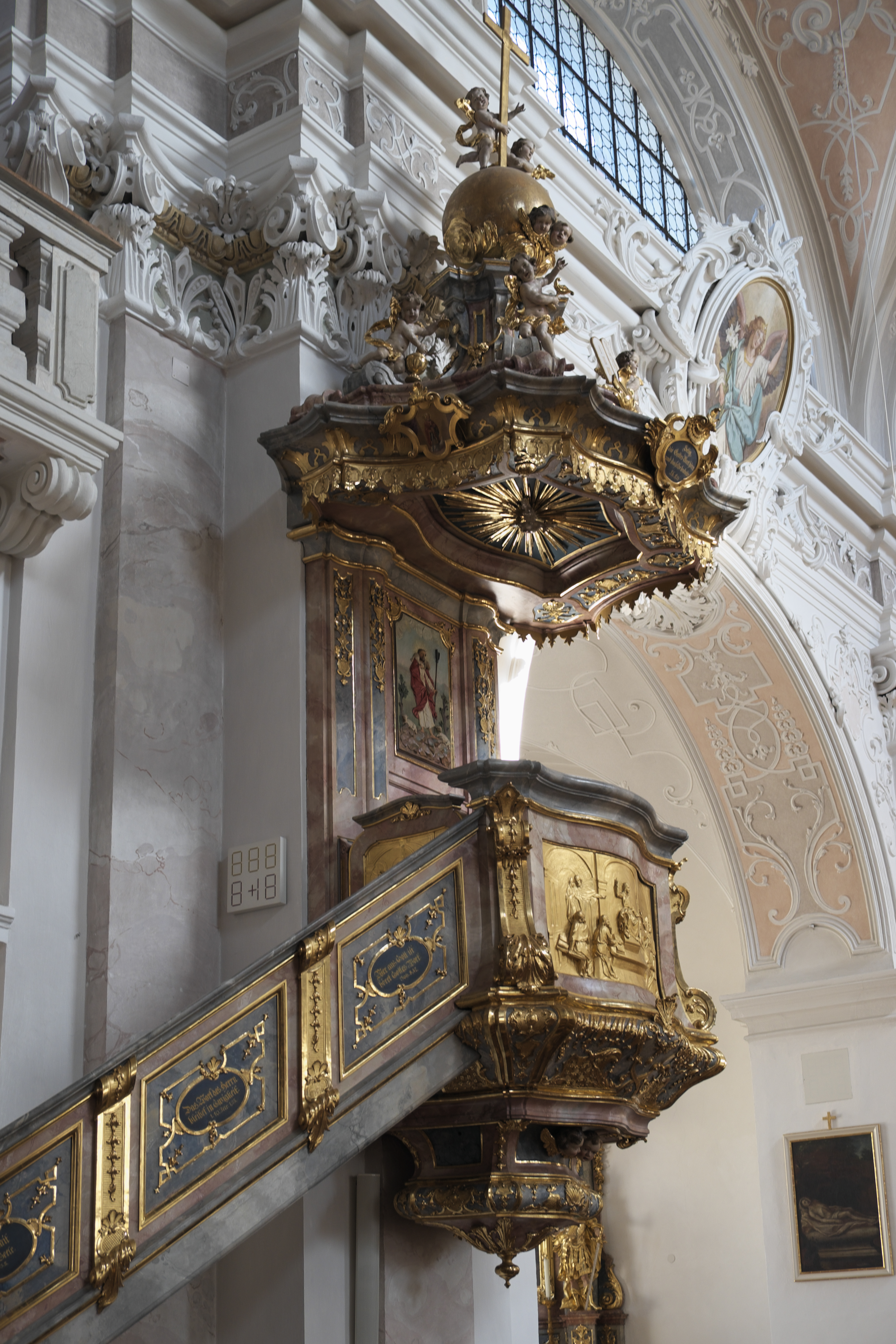
Kanzel
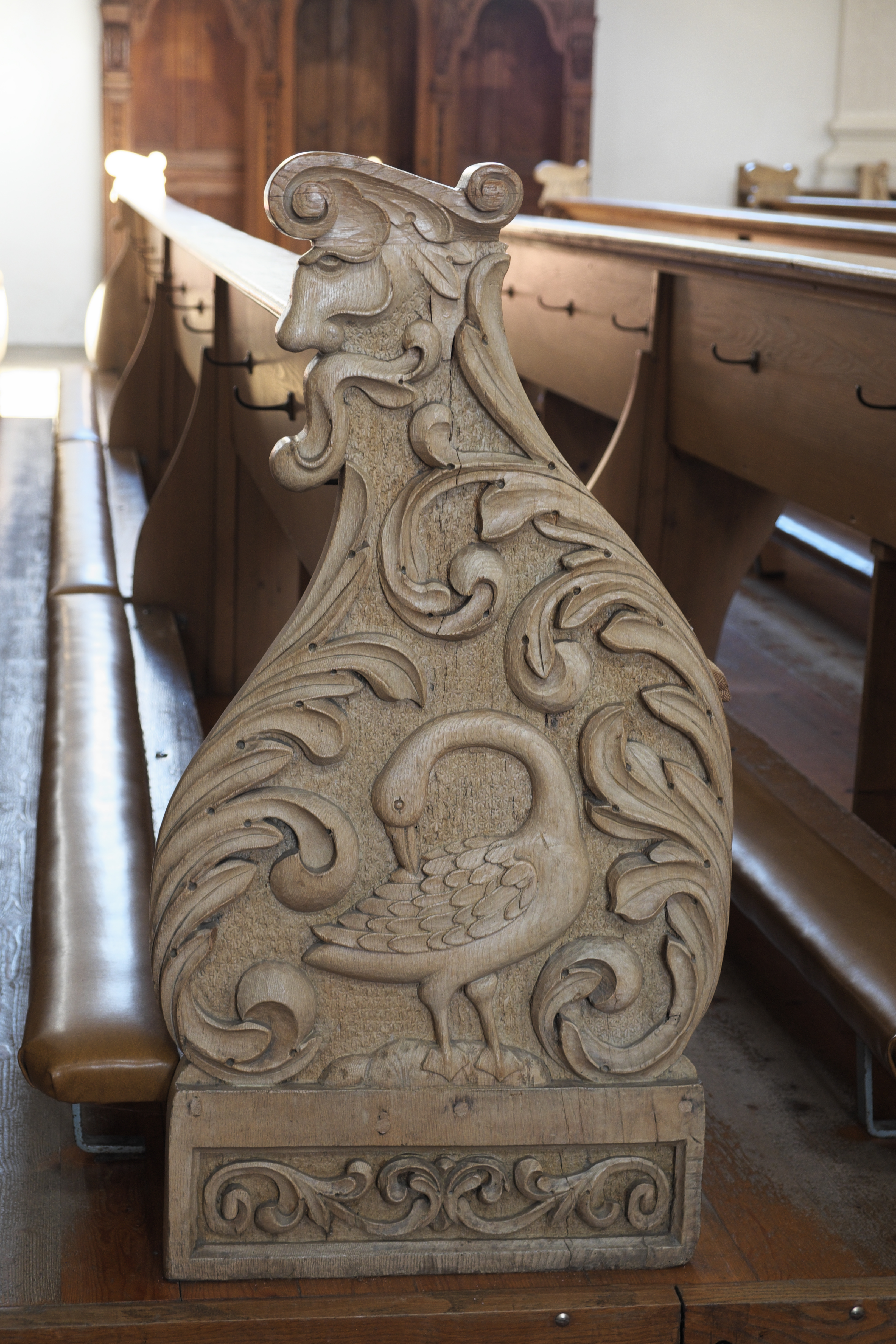
Kirchstuhlwange

## Sakramentshaus

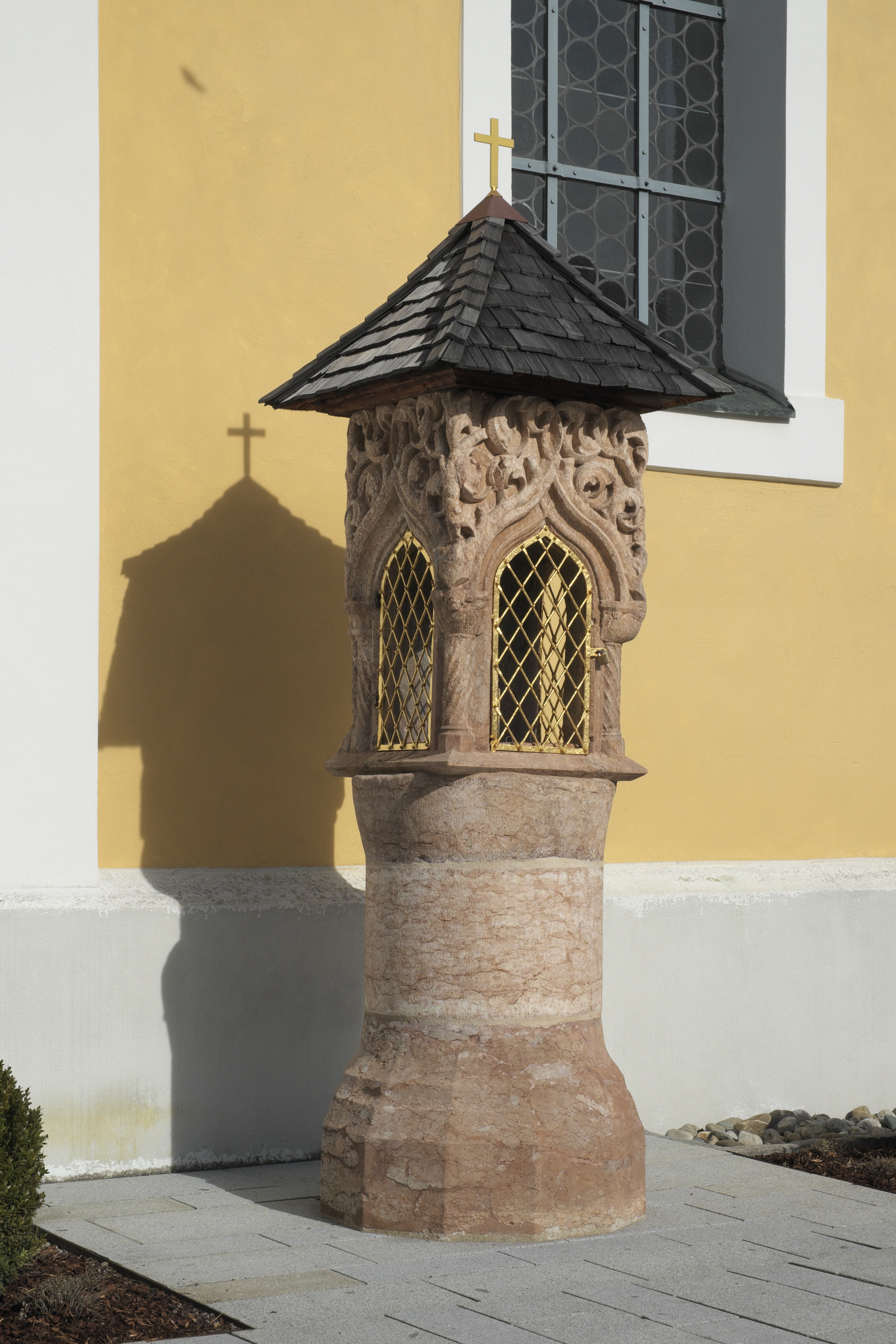
Sakramentshaus

Vor dem Südeingang der Kirche steht heute das ehemalige spätgotische Sakramentshaus aus dem Jahr 1510. Es wurde 1618 aus der Kirche entfernt und im Friedhof als Totenleuchte aufgestellt. Als Sockel dient eine ursprüngliche Martersäule, die in das Jahr 1508 datiert wird.